# Johannes Conrads (Politiker)
Johannes Conrads (* November 1680 in Elberfeld; † 1735 ebenda) war ein deutscher Politiker und Bürgermeister von Elberfeld.
Johannes Conrads wurde als Sohn seines aus Dortmund hergezogenen gleichnamigen Vaters und dessen erster Ehefrau Anna Maria Teschemacher (1652–1683) geboren. Durch sie war die Familie mit der Familie Teschemacher verwandt, die mehrere Bürgermeister hervorgebracht hatte. Der Kaufmann und Winkelier Johannes Conrads der ältere war Ende des 17. Jahrhunderts nach Elberfeld gezogen, wo sein Sohn am 24. November 1680 getauft wurde. Johannes Conrads der jüngere heiratete am 22. November 1707 Anna Margareta aus’m Weerth (1682–1769), die durch ihre erste Ehe mit Gerhard Engelbert Bernsau mit mehreren angesehenen Leuten der Stadt verwandt war. Der ehemalige Bürgermeister Werner de Weerth war etwa ihr Onkel. Aus Conrads Ehe mit Anna Margareta entstammten acht Kinder, von denen fünf als Kind starben.
Johannes Conrads war wie sein Vater als Kaufmann in Elberfeld tätig. Er wurde 1719 Gemeinsmann und in den beiden Folgejahren für das Amt des Bürgermeisters vorgeschlagen, wurde aber beide Male nicht gewählt. Erst 1731 stand er erneut auf der Vorschlagsliste und erreichte die Stimmenmehrheit. Nachdem er 1731 Bürgermeister wurde, wurde er im Jahr darauf Stadtrichter. Wieder ein Jahr später war er Ratsverwandter. Er starb Anfang 1735 und wurde am 3. Februar beerdigt.